# Al-Shaab Stadium
Al Shaab Stadium (arabiska: ملعب الشعب, Mal'ab ash-Sha'b, "Folkets arena") är en fotbollsarena i Iraks huvudstad Bagdad. Den är det irakiska fotbollslandslagets hemmaarena. Stadion rymmer cirka 50 000 personer, vilket gör den till Iraks största arena. Stadion var en gåva till den irakiska regeringen av en affärsman som var en viktig person i den irakiska oljeandeln på 1950-talet och 1960-talet. Stadion öppnades år 1966, inledningsmatchen var då mellan Irak och SL Benfica från Portugal, där den legendariske Eusébio spelade på den tiden och han var en del av laget under matchen.
Av säkerhetsskäl har man sedan flera år inte kunnat ha internationella tävlingar på arenan. Den var stängd under både Iran–Irak-kriget och under den USA-ledda invasionen under Irakkriget. Under Irakkriget år 2003 blev planen i väldigt dåligt skick efter att ha använts som parkeringsplats för amerikanska stridsvagnar. [källa behövs]
Den 13 juli 2009 återvände det irakiska landslaget till stadion och spelade sin första landskamp sedan 2002, vänskapsmatchen var mot Palestina som Irak besegrade med 4-0.
Stadion har på senare tid haft flera olyckor varav en var en kollaps av en yttre mur som fansen försökte klättra över under en match. Några av fansen dog i den olyckan. [källa behövs]
Al-Zawraa, en av de mest framgångsrika fotbollsklubbarna i Irak, använder också arenan för en del av sina hemmamatcher. Stadion är också den sista viloplats där legenden Ammo Baba begravdes, som begärde att han skulle begravas där innan sin död.